# Merom (Indiana)
Merom è un comune degli Stati Uniti d'America, situato nello Stato dell'Indiana, nella contea di Sullivan.